# إيرهارد وندرليش
إيرهارد وندرليش (بالألمانية: Erhard Wunderlich) مواليد 14 ديسمبر 1956 - الوفاة 4 أكتوبر 2012، كان لاعب كرة يد ألماني معتزل لعب كظهير أيسر. شارك في دورة الألعاب الأولمبية الصيفية سنة 1984. حقق المركز الأول في بطولة العالم لكرة اليد للرجال 1978.

## الميداليات
| الميدالية | المسابقة                           |
| --------- | ---------------------------------- |
| فضية      | الألعاب الأولمبية الصيفية 1984     |
| ذهبية     | بطولة العالم لكرة اليد للرجال 1978 |

## روابط خارجية
- إيرهارد وندرليش على موقع أوليمبيديا (الإنجليزية)